# Bai Zhuoxuan
Bai Zhuoxuan (白卓璇S, Zhuoxuán BáiP; Cina, 16 novembre 2002) è una tennista cinese.

## Carriera
Bai Zhuoxuan ha vinto 12 titoli in singolare e 3 titoli in doppio nel circuito ITF in carriera. In singolare ha raggiunto l'83ª posizione il 4 marzo 2024, mentre in doppio la 789ª il 3 ottobre 2022.
Ha fatto il suo debutto nel circuito maggiore all'Internationaux de Strasbourg 2023, dove non ha superato le qualificazioni, ma viene ripescata come lucky loser, approdando così nel suo primo tabellone principale della carriera. Qui viene sconfitta dalla sesta testa di serie Varvara Gračëva al tiebreak del terzo set.

## Statistiche ITF

### Singolare

#### Vittorie (12)
| Torneo $100.000 (2) |
| Torneo $80.000 (0)  |
| Torneo $60.000 (0)  |
| Torneo $40.000 (0)  |
| Torneo $25.000 (4)  |
| Torneo $15.000 (6)  |

| N.  | Data              | Torneo                                                                 | Superficie | Avversaria in finale | Punteggio        |
| 1.  | 17 ottobre 2021   | ITF Women's Sharm el-Sheikh, Sharm el-Sheikh                           | Cemento    | Emilie Lindh         | 6-3, 6-2         |
| 2.  | 24 ottobre 2021   | ITF Women's Sharm el-Sheikh, Sharm el-Sheikh                           | Cemento    | Li Zongyu            | 6-4, 6-3         |
| 3.  | 31 ottobre 2021   | ITF Women's Sharm el-Sheikh, Sharm el-Sheikh                           | Cemento    | Eudice Chong         | 4-6, 6-0, 6-4    |
| 4.  | 14 novembre 2021  | ITF Women's Sharm el-Sheikh, Sharm el-Sheikh                           | Cemento    | Elena-Teodora Cadar  | 6-1, 6-3         |
| 5.  | 21 novembre 2021  | ITF Women's Sharm el-Sheikh, Sharm el-Sheikh                           | Cemento    | Elena-Teodora Cadar  | 3-6, 7-6(5), 6-0 |
| 6.  | 18 settembre 2022 | Magic Tours, Monastir                                                  | Cemento    | Samira De Stefano    | 6-2, 6-4         |
| 7.  | 9 ottobre 2022    | Cal-Comp & XYZprinting ITF World Tennis Tour, Distretto di Hua Hin     | Cemento    | You Xiaodi           | 7-5, 6-4         |
| 8.  | 16 ottobre 2022   | Cal-Comp and CCAU Industry ITF World Tennis Tour, Distretto di Hua Hin | Cemento    | Cody Wong Hong-yi    | 3-6, 6-0, 6-3    |
| 9.  | 2 aprile 2023     | Pelti International Tennis Championship, Jakarta                       | Cemento    | Ankita Raina         | 3-6, 6-0, 6-2    |
| 10. | 15 maggio 2023    | Ambassadori Tennis Open, Cachezia                                      | Cemento    | Valerija Savinych    | 6-4, 7-5         |
| 11. | 22 ottobre 2023   | Shenzhen Longhua Open, Shenzhen                                        | Cemento    | Yuan Yue             | 7-6(5), 6-2      |
| 12. | 26 novembre 2023  | Takasaki Open, Takasaki                                                | Cemento    | Yuan Yue             | 6-2, 6-3         |

#### Sconfitte (3)
| Torneo $100.000 (0) |
| Torneo $80.000 (0)  |
| Torneo $60.000 (0)  |
| Torneo $40.000 (0)  |
| Torneo $25.000 (2)  |
| Torneo $15.000 (1)  |

| N. | Data             | Torneo                                           | Superficie  | Avversaria in finale | Punteggio     |
| 1. | 4 settembre 2022 | Magic Tours, Monastir                            | Cemento     | Wei Sijia            | 1-6, 4-6      |
| 2. | 5 marzo 2023     | Engie Open de Touraine, Joué-lès-Tours           | Cemento (i) | Wei Sijia            | 4-6, 6(5)-7   |
| 3. | 26 marzo 2023    | Pelti International Tennis Championship, Jakarta | Cemento     | Anastasija Zacharova | 6-3, 3-6, 4-6 |

### Doppio

#### Vittorie (3)
| Torneo $100.000 (0) |
| Torneo $80.000 (0)  |
| Torneo $60.000 (0)  |
| Torneo $40.000 (0)  |
| Torneo $25.000 (0)  |
| Torneo $15.000 (3)  |

| N. | Data             | Torneo                                       | Superficie  | Compagna            | Avversaria in finale                   | Punteggio        |
| 1. | 9 ottobre 2021   | ITF Women's Sharm el-Sheikh, Sharm el-Sheikh | Cemento     | Punnin Kovapitukted | Ashmitha Easwaramurthi Rebeka Stolmár  | 6-0, 6-4         |
| 2. | 30 ottobre 2021  | ITF Women's Sharm el-Sheikh, Sharm el-Sheikh | Cemento     | Punnin Kovapitukted | Eudice Chong Cody Wong Hong-yi         | 4-6, 6-2, [10-7] |
| 3. | 27 novembre 2021 | Egypt ITF World Tennis Tour, Il Cairo        | Terra rossa | Punnin Kovapitukted | Jekaterina Dmitričenko Antonia Schmidt | 6-3, 7-6(1)      |

#### Sconfitte (2)
| Torneo $100.000 (0) |
| Torneo $80.000 (0)  |
| Torneo $60.000 (0)  |
| Torneo $40.000 (0)  |
| Torneo $25.000 (0)  |
| Torneo $15.000 (2)  |

| N. | Data             | Torneo                                       | Superficie | Compagna            | Avversaria in finale                  | Punteggio        |
| 1. | 6 novembre 2021  | ITF Women's Sharm el-Sheikh, Sharm el-Sheikh | Cemento    | Punnin Kovapitukted | Eudice Chong Cody Wong Hong-yi        | 6-4, 1-6, [4-10] |
| 2. | 20 novembre 2021 | ITF Women's Sharm el-Sheikh, Sharm el-Sheikh | Cemento    | Punnin Kovapitukted | Elena-Teodora Cadar Cody Wong Hong-yi | 2-6, 3-6         |